# Plantago lusitanica
Plantago lusitanica är en grobladsväxtart som beskrevs av Carl von Linné. Plantago lusitanica ingår i släktet kämpar, och familjen grobladsväxter. Inga underarter finns listade i Catalogue of Life.